# 상부 독일어

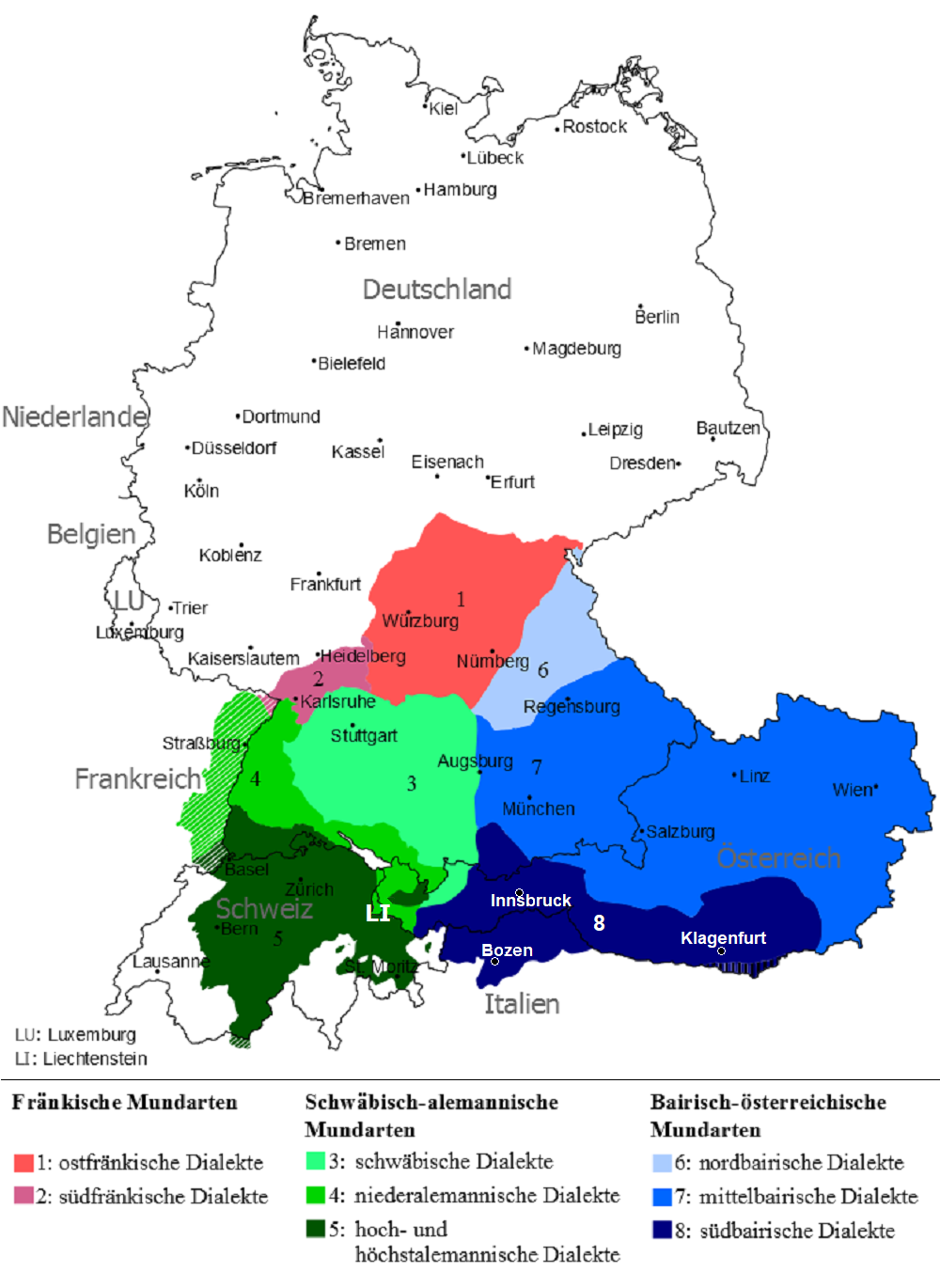

상부 독일어(독일어: Oberdeutsch)는 고지 독일어의 한 방언군으로, 독일 남부, 스위스, 오스트리아 등을 포함하는 독일어권 남부 지역에서 사용된다. 등어선인 슈파이어선을 기준으로 고지 독일어의 또다른 방언군인 중부 독일어와 구분된다.

## 역사
고대 고지 독일어 시기에는 알레만어와 바이에른어만이 상부 독일어로 분류되었으나 중세 고지 독일어 시기에 동프랑켄 독일어나 간혹 남프랑켄 독일어까지 이 분류에 포함되었다. 슈바벤어는 신고지독일어 이중모음화(neuhochdeutsche Diphthongierung) 현상으로 인해 알레만어에서 분기되었다.

## 하위 방언
- 고지 프랑켄 독일어 (점이지대)
  - 동프랑켄 독일어
  - 남프랑켄 독일어
- 광의의 알레만 독일어 (서상부 독일어)
  - 슈바벤어
  - 협의의 알레만 독일어
    - 저지 알레만 독일어
    - 고지 알레만 독일어
    - 최고지 알레만 독일어
- 바이에른어 (동상부 독일어)
  - 북부 바이에른어
  - 중부 바이에른어
  - 남부 바이에른어
    - 고트셰어

  - 모케노어
  - 침베른어
  - 후터 독일어
- 랑고바르드어†

## 같이 보기
- 고지 독일어